# アジュマニ県

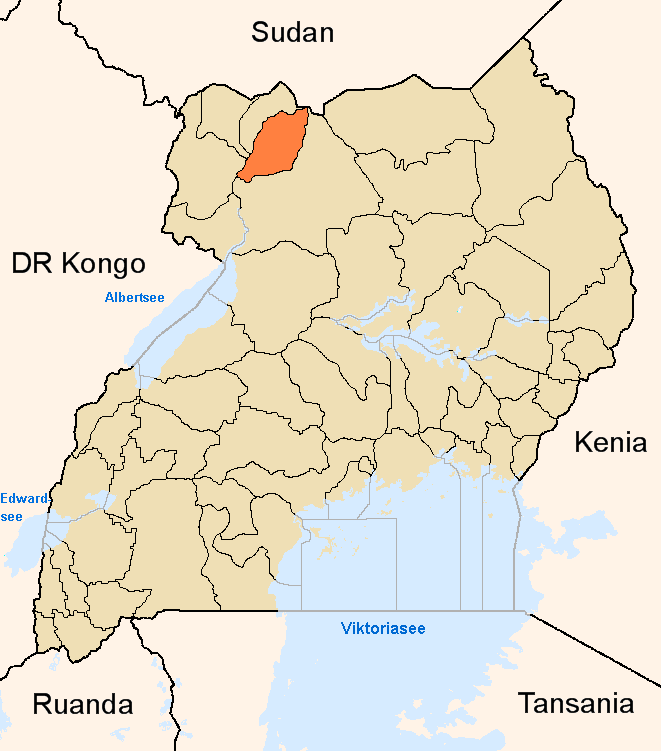
アジュマニ県と2001年から2005年の県境

アジュマニ県 (アジュマニけん、Adjumani District) はウガンダ北西部西ナイル地方東部の県。モヨ県から白ナイル東岸の東モヨ郡が1997年5月17日に分割され設置された。2002年の国勢調査人口は 201,493 人。

## 概要
モヨ県と共にマディ族の多く住む地域であり、第二次スーダン内戦の難民キャンプも存在する。アチョリ地方に接するため神の抵抗軍 (LRA) と国民抵抗軍 (NRA) の戦争の影響も受けた。白ナイルはアジュマニとモヨの間を西から北へ流れスーダン国境付近で北西に向きを変える。北部は耕地が多く、南部は森である。アジュマニには小型滑走路があり、アティアク、モヨ、オボンギ方面へ道路が走っている。ウガンダ国民救済戦線 (UNRF) を率いて西ナイル地方で反政府活動を行い、ヨウェリ・ムセベニと和平合意して副首相兼災害対策相となったモーゼス・アリ (Moses Ali) 中将はアジュマニ県出身である。知事に相当する第5地域議会 (LC5) の議長はマーク・ドゥル。

## 隣接する県
南西にアルア県およびユンベ県、南東にアチョリ地方のアムル県、北に南スーダンの東エクアトリア州ニムレと接する。